# Élections législatives maliennes de 2007
Le premier tour des élections législatives au Mali a eu lieu le 1er juillet 2007. Le second tour s’est déroulé le 22 juillet.
La campagne électorale s’est déroulée du 9 au 29 juin pour le premier tour et du 15 juillet (lendemain de la proclamation des résultats définitifs du premier tour) au 20 juillet pour le second tour.

## Contexte
Les élections législatives se déroulent quelques mois après l’élection présidentielle du 29 avril qui a consacré la victoire au premier tour du président sortant Amadou Toumani Touré avec plus de 70 % des suffrages exprimés. L’opposition regroupée au sein du Front pour la démocratie et la république (FDR) récuse les résultats accusant les partisans du président de fraudes. Le FDR, constitué pour l’élection présidentielle, est composé du RPM, du PARENA, de la CSD-Mogotiguiya, de la Concertation démocratique, de la COPP, du DPM, du Faso, du MPDD, du PARI, du PER, du PRDDM, du RDR, du RDT, du RJP, de Convergence 2007 et de l’ADJ). Quatre candidats à l’élection présidentielle appartiennent au FDR : Ibrahim Boubacar Keïta, Soumeylou Boubèye Maïga, Tiébilé Dramé et Mamadou Bakary Sangaré.
Lors d’une rencontre avec le comité de médiation constitué par les autorités religieuses (Haut conseil islamique du Mali, Église catholique du Mali, Église protestante du Mali), le FDR a posé quatre conditions pour participer aux élections législatives :
- l’audit du fichier électoral ;
- la conception de nouvelles cartes à partir du fichier audité ;
- l’impression des bulletins numérotés à souche avec filigrane à l’extérieur du Mali, en tout cas par un imprimeur non partisan ;
- la neutralité de l’administration et de l’armée.

## Répartitions des sièges
Selon la loi électorale, la répartition des députés entre les cercles et les communes du district de Bamako est faite sur la base du recensement administratif de 1996 à raison d’un député par fraction de 60 000 habitants. Il est attribué un siège supplémentaire de député pour toute tranche comprise entre 40 000 et 60 000 habitants. Toutefois, les circonscriptions électorales de moins de 40 000 habitants ont droit à un siège de député.

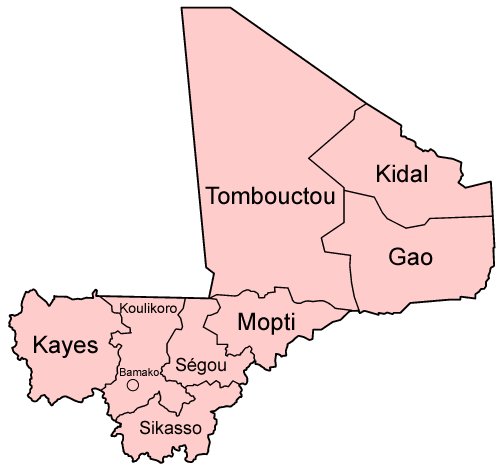
Les régions du Mali

| Région             | Nombre d’électeurs inscrits | Nombre de députés |
| ------------------ | --------------------------- | ----------------- |
| Kayes              | 835 068                     | 21                |
| Koulikoro          | 1 002 275                   | 23                |
| Sikasso            | 1 099 371                   | 25                |
| Ségou              | 953 599                     | 25                |
| Mopti              | 834 593                     | 20                |
| Tombouctou         | 328 617                     | 7                 |
| Gao                | 322 442                     | 8                 |
| Kidal              | 54 236                      | 4                 |
| District de Bamako | 837 162                     | 14                |
| Total              | 6 267 363                   | 147               |

## Candidats
Les candidats se présentent par liste. Chaque liste doit être constituée d’autant de candidats que de sièges à pourvoir. Une liste peut être présentée par un parti politique, un groupement de partis ou des indépendants. La loi électorale fait obligation aux candidats ou listes de candidats de verser au Trésor public une participation non remboursable aux frais électoraux. Le conseil des ministres a pris le 9 mai 2007 la décision de fixer cette participation à 50 000 francs CFA.
La Cour constitutionnelle doit valider ces listes, conformément à la loi n° 02-010 du 5 mars 2002 qui établit les conditions d’éligibilité : « est éligible comme député à l’Assemblée nationale tout citoyen de l’un ou l’autre sexe ressortissant de la République du Mali, inscrit sur les listes électorales ou justifiant qu’il devrait l’être, âgé de 21 ans accomplis, sous réserve des cas d’inéligibilité et d’incompatibilité prévus par la présente loi ».
Le 28 mai, la Cour constitutionnelle a validé provisoirement 526 listes :
- 268 émanant de partis politiques ;
- 126 émanant groupements de partis politiques ;
- 123 indépendantes.

Une centaine de candidatures ont été rejetées pour différents motifs : non-conformité avec la loi électorale, absence de pièces justificatives ou non-paiement des frais de participation de 50 000 francs CFA.
Les candidats et les partis politiques ont 48 heures pour faire appel.
Finalement, c’est 1 408 candidats inscrits sur 523 listes qui ont sollicité les suffrages des 6 267 363 électeurs inscrits. En raison du mode de scrutin qui accorde la totalité des sièges à la liste qui a obtenu la majorité des voix au second tour, les partis politiques ont tendance à nouer des alliances au niveau local, parfois en contradiction avec les deux alliances nationales, l’Alliance pour la démocratie et le progrès (ADP) autour du président Amadou Toumani Touré et le Front pour la démocratie et la république (FDR).
À côté des personnalités politiques traditionnelles, plusieurs personnalités ont présenté leur candidature, comme le chanteur Salif Keïta dans le cercle de Kati sous les couleurs du parti présidentiel, le Parti citoyen pour le renouveau.
Dans la région de Kidal, un seul candidat brigue la députation dans le cercle de Tin-Essako.

## Déroulement du scrutin

### Premier tour
Le premier tour s’est déroulé le 1er juillet dans le calme. Aucun incident n’a été signalé. Les fortes pluies dans la région de Ségou ont perturbé le scrutin entraînant une fermeture tardive des bureaux de vote, 22 heures au lieu de 18 heures. La participation a été faible.
Le taux de participation a été de 33 % des inscrits.
Le réseau Appui au processus électoral au Mali (APEM) a, au cours d’une conférence de presse tenue le 4 juillet 2007 à Bamako, fait une synthèse des rapports de ces observateurs qui ont visité 1 137 bureaux de vote à travers le pays. Le réseau APEM a constaté que le scrutin s’est déroulé dans de bonnes conditions malgré « quelques irrégularités observées çà et là (qui) ne sont pas de nature à compromettre la régularité du scrutin ». Il regrette cependant la faible participation des électeurs.
Le 14 juillet, la Cour constitutionnelle du Mali a proclamé les résultats définitifs du premier tour. Alors que 296 requêtes demandaient l’annulation du vote de certains bureaux ou de localités entières dans l’ensemble des circonscriptions, à l’exception de la commune IV du district de Bamako, la Cour a confirmé les résultats provisoires proclamés le 6 juillet précédent par le ministère de l’Administration territoriale et des Collectivités locales.
Au premier tour, treize députés ont été élus dans huit circonscriptions, leur liste ayant obtenu la majorité absolue :
- Mopti (liste ADEMA/PASJ-RND, 3 députés) ;
- Niafunké (liste URD, 2 députés) ;
- Diré (liste ADEMA/PASJ, 1 député) ;
- Gao (liste ADEMA/PASJ, 3 députés) ;
- Ménaka (liste ADEMA/PASJ, 1 député) ;
- Abeïbara (liste ADEMA/PASJ, 1 député) ;
- Tessalit (liste URD, 1 député) ;
- Tin-Essako (liste ADEMA/PASJ, 1 député).

### Second tour
Le second tour des élections s’est déroulé le 22 juillet dans les 47 circonscriptions restantes, où 134 sièges étaient en jeu.

## Résultats

### Composition de l’Assemblée nationale
La Cour constitutionnelle a proclamé le 11 août les résultats définitifs. Après avoir examiné plus de 250 requêtes en annulation, elle a procédé à l’annulation des résultats dans trois circonscriptions : Koulikoro, Goundam et Tombouctou. Les élus proclamés initialement, tous de l’Adéma/Pasj, ont été invalidés pour fraude et les sièges ont été respectivement remportés par le CNID, les indépendants et l’US-RDA.
Le taux de participation est de 32,19 %.
À l’issue du second tour, l’Alliance pour la démocratie et le progrès (ADP), qui rassemble les partis politiques ayant soutenu la candidature d’Amadou Toumani Touré à l’élection présidentielle malienne de 2007, est largement majoritaire avec 113 députés, contre 15 pour les partis membres du Front pour la démocratie et la république (FDR), 4 pour le SADI et 15 députés indépendants. Quinze femmes ont été élues députées.
Élections législatives maliennes de 2007 des 1er et 22 juillet 2007 Résultats définitifs des élections
| Alliance pour la démocratie et le progrès (ADP) | Alliance pour la démocratie au Mali-Parti africain pour la solidarité et la justice (ADEMA/PASJ) | 9  | 42  | 51  |
| Alliance pour la démocratie et le progrès (ADP) | Union pour la république et la démocratie (URD)                                                  | 3  | 31  | 34  |
| Alliance pour la démocratie et le progrès (ADP) | Rassemblement national pour la démocratie (RND)                                                  | 1  | 0   | 1   |
| Alliance pour la démocratie et le progrès (ADP) | Bloc pour la démocratie et l'intégration africaine (BDIA)                                        | 0  | 1   | 1   |
| Alliance pour la démocratie et le progrès (ADP) | Congrès national d’initiative démocratique (CNID)                                                | 0  | 7   | 7   |
| Alliance pour la démocratie et le progrès (ADP) | Mouvement patriotique pour le renouveau (MPR)                                                    | 0  | 8   | 8   |
| Alliance pour la démocratie et le progrès (ADP) | Union pour la démocratie et le développement (UDD)                                               | 0  | 3   | 3   |
| Alliance pour la démocratie et le progrès (ADP) | Mouvement pour l'indépendance, la renaissance et l'intégration africaine (MIRIA)                 | 0  | 2   | 2   |
| Alliance pour la démocratie et le progrès (ADP) | Bloc des alternances pour le renouveau, l'intégration et la coopération africaine (BARICA)       | 0  | 2   | 2   |
| Alliance pour la démocratie et le progrès (ADP) | Parti de la solidarité et du progrès (PSP)                                                       | 0  | 2   | 2   |
| Alliance pour la démocratie et le progrès (ADP) | Parti citoyen pour le renouveau (PCR)                                                            | 0  | 1   | 1   |
| Alliance pour la démocratie et le progrès (ADP) | Union soudanaise-Rassemblement démocratique africain (Us-RDA)                                    | 0  | 1   | 1   |
| Front pour la démocratie et la république (FDR) | Rassemblement pour le Mali (RPM)                                                                 | 0  | 11  | 11  |
| Front pour la démocratie et la république (FDR) | Parti pour la renaissance nationale (PARENA)                                                     | 0  | 4   | 4   |
| | Solidarité africaine pour la démocratie et l'indépendance (SADI)                                 | 0  | 4   | 4   |
| Indépendants |                                                                                                  | 0  | 15  | 15  |
| Total | Total                                                                                            | 13 | 134 | 147 |
| Source : « Résultats définitifs des Législatives - l’Adéma/PASJ perd dans trois localités », Les Échos, 13 août 2007. Voir la liste complète des députés élus sur le site Afribone. |                                                                                                  |    |     |     |

## Début de la législature
Le 3 septembre, les 147 députés ont élu Dioncounda Traoré, président de l’Alliance pour la démocratie au Mali-Parti africain pour la solidarité et la justice, président de l’assemblée nationale par 111 voix sur 147, contre 31 pour Mountaga Tall du Congrès national d’initiative démocratique (CNID) et 5 bulletins nuls.
Le 21 septembre, les députés élus ont constitué huit groupes parlementaires. Selon le règlement intérieur de l’assemblée nationale, un groupe est constitué d’au moins cinq députés. Le groupe de l’Adéma/Pasj est le principal avec 46 membres, suivi par l’URD (29 membres), les indépendants (24 membres), l’Alliance pour la consolidation de la majorité (13 membres regroupe les élus du Barica, du BDIA, du Miria, du PCR, du PSP, du RND, de l’UDD et de l’US-RDA), du RPM (9 membres), du Paréna-Sadi (9 députés, se réclame de l’opposition), du MPR (8 députés) et du CNID (7 députés).

## Élections partielles
La loi électorale du 5 mars 2002 prévoit dans son chapitre 4 les conditions de remplacement des députés en cas de vacance de siège. Ainsi, l’article 9 indique qu’« il y a lieu à élection partielle à l'Assemblée Nationale dans un délai de trois mois chaque fois qu'il y a vacance de siège. Toutefois, il n'est pas procédé à des élections partielles dans les douze derniers mois précédant le renouvellement général de l'Assemblée Nationale » et l’article 10 précise que « l'élection partielle ne concerne que le ou les sièges déclarés vacants par la Cour Constitutionnelle saisie à cet effet par le Président de l'Assemblée Nationale ».
Durant la législature 2007-2012, plusieurs élections partielles ont eu lieu :
- Le 24 août 2008, une élection partielle a eu lieu dans la circonscription électorale d’ Ansongo pour remplacer le député décédé Sagoudine Ag Albakaye. C’est son frère, candidat de l’Union pour la république et la démocratie (URD) qui a été élu au premier tour[15].
- Les 26 avril 2009 et 17 mai 2009, une élection partielle a eu lieu dans la circonscription électorale de Bougouni pour remplacer le député décédé Mamadou Sinayogo dit «Gaucher». Au second tour, c’est le candidat de l’Adéma-Pasj Moussa Diakité qui est élu par 51,17 % des voix contre 48,82 % à son adversaire Seydou Diawara de l'Urd[16].
- Les 27 septembre 2009 et  18 octobre 2009, une élection partielle a lieu dans la circonscription électorale de  Kati pour remplacer le député décédé Alou Bathily ; Modibo Doumbia de l'Urd est élu par 62,21 % des voix contre 37,79 % à son adversaire Oumou Traoré de Rpm[17]